# KICS (企業)
合同会社KICS（ごうどうがいしゃ-きっくす）とは、京都市（一部府下）内の商店街組合や、同業組合など48団体約1,300店舗を擁する日本最大の地域情報化推進団体であり、日本初の合同会社である。出資加盟している組合傘下の会員企業や商店の事業者や店舗がクレジットカードの取り扱いを円滑にする目的で、1992年にきょうと情報カードシステム（ごうどがいしゃ きょうと じょうほう かーどしすてむ）として設立され、参加各店の情報化を支援する活動を行う現在も営業中の企業である。本部は京都市下京区にある。

## 事業概要
加盟出資組合傘下の商店や事業者へのクレジットカード端末の設置と決済を事業のベースとしており、他に大手2社の宅配便事業者と提携し、低廉な運賃を物流事業として提供している。また、インターネット通販サイトきょうとウェルカムも運営しており、傘下の商店や事業者は、非常に低廉な費用で出店できる。
決済は専用システムを構築し、クレジットカード会社や運送会社のホストコンピュータと連携し、個別決済を独自にまとめて行うことにより、提携先のコストを吸収し傘下組合員の利益を図るとともに合同会社の運営原資としている。

## 社会貢献
合同会社となる以前から団体として設立され、商店街の活性化を主に、組合員の利益を図ると共に各種の社会貢献も事業の一環として行なっている。カードの収益の一部を福祉施設や、社会貢献事業に寄付している。

## 加盟団体

### 京都市北部周辺
- 西陣千本商店街振興組合
- 北山街協同組合
- 北大路商店街
- 紫明商店街
- 御薗橋801商店街
- 新町商店街
- 新大宮商店街
- 鞍馬口商店街
- 西一条商店街

### 京都市中部周辺
- 河原町商店街振興組合
- 新京極商店街振興組合
- 寺町京極商店街振興組合
- 寺町専門店街商店街
- 京・寺町会
- 三条名店街商店街振興組合
- パレット河原町商店街振興組合
- 三条小橋商店街
- 河原町御所表繁栄会
- 京都錦市場商店街
- 四条繁栄会商店街振興組合
- 四条大宮商店街振興組合
- 祇園商店街振興組合
- 京都三条会商店街

### 京都市南部周辺
- ほいっと七条
- 伏見大手筋商店街振興組合
- 納屋町商店街振興組合
- 長岡京市商工会
- 八幡市商工会

### 組合
- 五条料理飲食業組合
- 京都府料理飲食業組合連合会
- 京都織物小売協同組合
- 京都府綿寝具商工協同組合
- 京都府花商協同組合
- 京都府写真材料商業組合
- 京都府商店街振興組合連合会
- 清水焼団地協同組合
- 京都府旅館生活衛生同業組合